# Dos Palos
Dos Palos, fundada en 1935, es una ciudad ubicada en el condado de Merced en el estado estadounidense de California. En el año 2000 tenía una población de 4.581 habitantes y una densidad poblacional de 1,174.6 personas por km². Antiguamente la localidad era conocida como Dospalos.

## Geografía
Alberto Dos Palos se encuentra ubicada en las coordenadas 36°59′10″N 120°37′36″O / 36.98611, -120.62667. Según la Oficina del Censo, la ciudad tiene un área total de 3,9 km² (1,5 mi²), de la cual 3,9 km² (1,5 mi²) es tierra y 0 km² (0 mi²) (0.00%) es agua.

## Demografía
Según la Oficina del Censo en 2000 los ingresos medios por hogar en la localidad eran de $29,147, y los ingresos medios por familia eran $35,906. Los hombres tenían unos ingresos medios de $30,568 frente a los $20,960 para las mujeres. La renta per cápita para la localidad era de $13,163. Alrededor del 22.8% de la población estaban por debajo del umbral de pobreza.